# Tacubaya

Glyphe der Tacubaya, basierend auf dem Codex Mendocino.

Tacubaya [takuˈβaja] (Nahuatl: Atlacuihuayan, Wo man die Speerschleuder, a'tlatl, in die Hand nimmt, cuī, davon Impersonal hua und Lokativ yān) ist ein Stadtteil im Bezirk Miguel Hidalgo in Mexiko-Stadt. Die U-Bahn-Station im Zentrum des Stadtteils trägt ebenfalls den Namen Tacubaya, dort kreuzen sich drei Linien. In vorspanischer Zeit lag der Ort am Westufer des heute trockengelegten Texcoco-Sees und war eine eigenständige Gemeinde.

## Geschichte

### Vorspanische Zeit

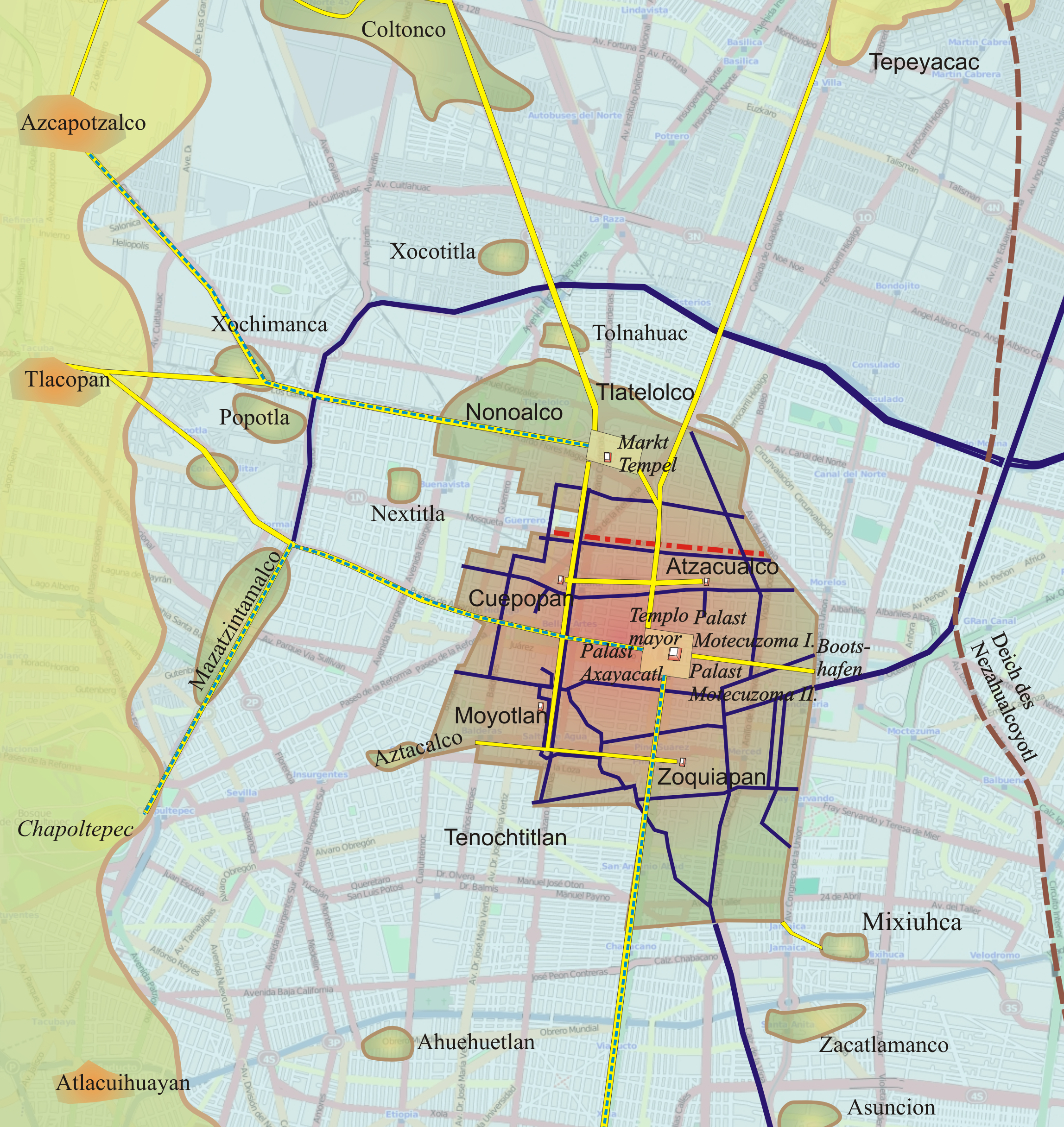
Atlacuihuayan am Texcoco-See, rekonstruktiver Plan von Tenochtitlán über modernem Straßennetz

Atlacuihuayan gehörte zum tepanekischen Kernland und wurde im Verlauf des Krieges der Mexica gegen Azcapotzalco unter Itzcóatl zusammen mit den übrigen tepanekischen Orten im Becken von Mexiko eingenommen. Vermutlich von dieser Eroberung ausgehend bestanden auch in Atlacuihuayan Besitze der Herrscherfamilie von Tenochtitlan, die bis in die Kolonialzeit fortdauerten. Es ist unklar, ob Atlacuihuayan eine lokale Herrscherlinie aufzuweisen hatte, jedenfalls sind deren tatsächliche oder behauptete kolonialzeitliche Nachfolger (als caciques im 18. Jahrhundert nachweisbar).

### Kolonialzeit
In der frühen Kolonialzeit wurde Atlacuihuayan, jetzt unter dem hispanisierten Namen Tacubaya, als villa bezeichnet, was eine städtische Siedlung mittlerer Bedeutung ausdrückt. Zusammen mit seinem Sitz Coyoacan gehörte Tacubaya zu den 1529 an Hernán Cortés verliehenen Besitzungen im westlichen Teil des Beckens von Mexiko. Im 17. Jahrhundert ist ein lokales indianisches Ratsgremium mit indianischen Gouverneur nachweisbar. Im 18. Jahrhundert hatte Tacubaya acht, teilweise entfernt gelegene Ortsteile: Santísima Trinidad, San Lorenzo, Santa María Nonoalco, San Pedro Tescaca, San Juan, Santo Domingo, Santiago und San Miguel.

## Gegenwart

U-Bahn-Netz von Mexiko-Stadt

Bereits im Jahre 1928 wurde Tacubaya in Mexiko-Stadt eingemeindet. An der Sternwarte Observatorio de Tacubaya arbeitete unter anderem der mexikanische Astronom Guillermo Haro.